# ガマール・アブドゥル＝ナーセル
ガマール・アブドゥル＝ナーセル（アラビア語: جمال عبد الناصر、文語アラビア語発音：Jamāl ʿAbd al-Nāṣir(ガマール・アブド・アン＝ナースィル)、現地方言発音： Gamāl ʿAbd el-Nāṣer(ガマール・アブド・エン＝ナースィル)、一般的英字表記:Gamal Abdel Nasser, 1918年1月15日 - 1970年9月28日）は、エジプトの軍人、政治家。
第2代エジプト共和国大統領。汎アラブ主義と汎アフリカ主義を掲げ、エジプトとシリアから成るアラブ連合共和国を建国してその初代大統領に就任し、アフリカ統一機構の第2代議長も務めた。

## 名前
日本ではナセルという表記が一般的。
ガマールが本人のファーストネーム、アブドゥル＝ナーセル（アブドゥンナセル）は父の名でいわゆるラストネームに相当する。ナセルは父親の名前の一部分であるナースィルから来ており、アラブのメディアでもしばしばファーストネームのガマールとラストネームのアブド部分、更にはナースィル（ナーセル）の前についている定冠詞を削って縮めた「ナースィル（ナーセル）大統領」（الرئيس ناصر）と書かれていることがある。
アラビア語文語（フスハー）では جَمَال عَبْدُ النَّاصِرِ（jamal ‘abdu-n-nāṣir ジャマール・アブドゥ・ン＝ナースィル、分かち書きするとジャマール・アブド・アン＝ナースィル）だがエジプト方言のためジャマールがガマールに、定冠詞が al-（アル＝）から el-（エル＝）に置き換わる等するためガマール・アブド・エン＝ナーセルのような発音に変化する。
ナセルの名のよく使われる英語表記 Gamal Abdel Nasser は Gamāl Abd en-Nāser → Gamal Abd el-Naser → Gamal Abdel Nasser のような変形を経たものである。
なお、意味はジャマール（ガマール）が「美、美しさ」（注・ラクダを意味する جَمَل ジャマルとは無関係）、アブド・アン＝ナースィル（アブドゥンナースィル）が「援助者たる者（アッラー）のしもべ」となっている。

## 経歴

### 反英運動への参加

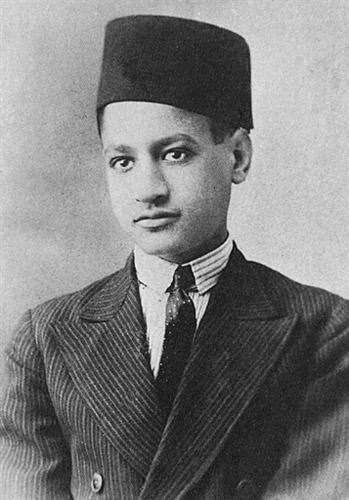
13歳頃のナセル（1931年撮影）。

ナセルは1918年、エジプト北部・地中海沿岸の都市アレクサンドリア東端のバコス地区において、郵便局長アブドゥル＝ナセル・フセインの息子として生まれた。父は上エジプトのアシュート近郊ベニ・ムルの出身である。またベニ・ムルの住民はアラブ支族バヌ・タミムの末裔を自称しており、彼らはエジプト人と言うよりもアラブ人というアイデンティティを持っていた。ナセルの一族は曽祖父の代からベニ・ムルに移り住んだ中流自作農で、祖父フセインは当時まだ難しかったメッカ巡礼を果たし、クッターブ（寺子屋）を設立するなど地元の名士であった。一方、母ファヒマはアレクサンドリアの出身で、その父は有力な請負師であった。但し、ナセルは上エジプトのミニヤー県マッラウィー出身である。両親のような上エジプト出身者は「サイーディ」と呼ばれ、強い忠誠心、寛大さ、男らしさ、率直さなどを持っているとしてそれを誇りにする気質を持っており、ナセルも自らをサイーディと自覚していた。
当時のエジプトはオスマン帝国から独立したものの、イギリスの保護国となっていた。1921年にアシュート、1923年にはミヌーフィーヤ県のカタトバに移り、同年、現地の小学校に進学。8才の時、両親の意向により首都カイロでワクフ省職員として勤めていた叔父ハリールに預けられ、それと同時に市内のガマリーヤのナハシン小学校に転校する。当時のナーセルは、読書に浸り、ネルソンなどの英雄に憧れる反面、命令する者に対し誰彼問わず反発をあらわにする少年であったという。
ハリールは1919年に反英組織に参加した事で投獄されており、休日にはナセルに獄中生活の事をしばし語る事があった。それはナセルの少年らしいヒロイズムをますます掻き立てた。一方、1928年の冬に母が弟シャウキーの出産で死亡した。しかし父は母に懐いていたナセルを気遣い、その死を伝えようとはしなかった。翌年夏、帰郷して初めてそれを知ったナセルは父に激しく憤り、しばらく父との間に溝が生まれた。ネルソンや叔父に向けられたヒロイズムと父をはじめとする権威への反発は、ナセルの後年の民族運動の基盤となった。元々、陽気な性格ではなかったナセルは、母の死を機に一層憂わし気で控えめとなり、容易に内心を明かさない陰影の濃い人格が形成されていった。
同年、アレキサンドリアのアッタレネ小学校に転校するが、母の死を引きずるナセルは2回留年した。1930年春、カイロで中学入学資格を得る。10月に新学期が始まるまでの学年休み中、アレキサンドリアの母方の祖父母宅にいたナセルは極右政党青年エジプト党の前身となる団体主催のデモに参加し、一晩拘留される。叔父の影響を恐れた父によりヘルワンの寄宿学校に転学させられるが、マラリアに罹患し、3度目の落第となる。翌年、英語以外の科目で及第点をとったためアレキサンドリアのラース・アッ・ティン校に転入学するが、今度は映画館に入り浸るようになり、4度目の落第を受け中退。1933年、父がカイロのユダヤ人地区の郵便局長となった事でアル＝ナフド・アル＝マシーラ中学校に入学。当時、学業の不調や冷え切った家庭環境に嫌気がさしたナセルは、モスクで時間を潰す鬱屈とした日々を送っていた。そんな中、青年エジプト党の入党勧告を受け、エジプトやアラブ諸国の解放を目指す民族運動に本格的にのめり込んで行く。翌年、イスマーイール・セドキー首相のエジプト憲法破棄をめぐる抗議デモに参加、党員の労働者や学生たちと共同でピラミッドの近くに青年キャンプを構築しようとしていたところ、無許可デモを理由に3日間拘留される。また、バルフォア宣言抗議ゼネストにも毎年参加した。
当時のナセルが政治活動の他に熱中したのは、演劇である。中学の演劇部に所属し、いずれも興味を持ったのは政治劇であった。特に、シェイクスピアの「ジュリアス・シーザー」ではアントニウスの役を熱演し、教員や生徒、父をも感激させたという。こうした指導力もあって、4年時の成績では本来及第点が2科目だけなのを英語以外すべて及第点にしてもらったという。
1935年夏、ナセルは青年エジプト党指導者アフメド・フサインと面会を果たすが、収益問題にとらわれたナセルの態度に失望し、すぐさまワフド党に鞍替えする。11月12日にはサー・サミュエル・ホーア外務大臣のエジプト憲法復活拒否に抗議する学生デモに参加。ナセルは母校での中心的存在となり、校内でアジ演説を行ってデモ行進を始め、道筋に当たる各中学校を回り参加者を増やしていった。ローダ島からカイロ大学へ向かうところで保安隊と衝突、保安隊長ロータスに投石を行ったことで保安隊側が発砲、数名が死亡しナセルも銃弾が額をかすめ傷を負ったが、その場にいた老婆の機転で逃げおおせた。翌日、ナセルの名前は新聞に掲載された。学校側はナセルを退学処分とするが、学生たちの反対運動により復学。しかし事態を案じた父は、叔父と相談しエル＝マハッラ・エル＝コブラの中学校に転学させた。ナセルはここで一転して学業に専念し、大学入学資格試験を得る。

### 軍人への道と自由将校団の結成

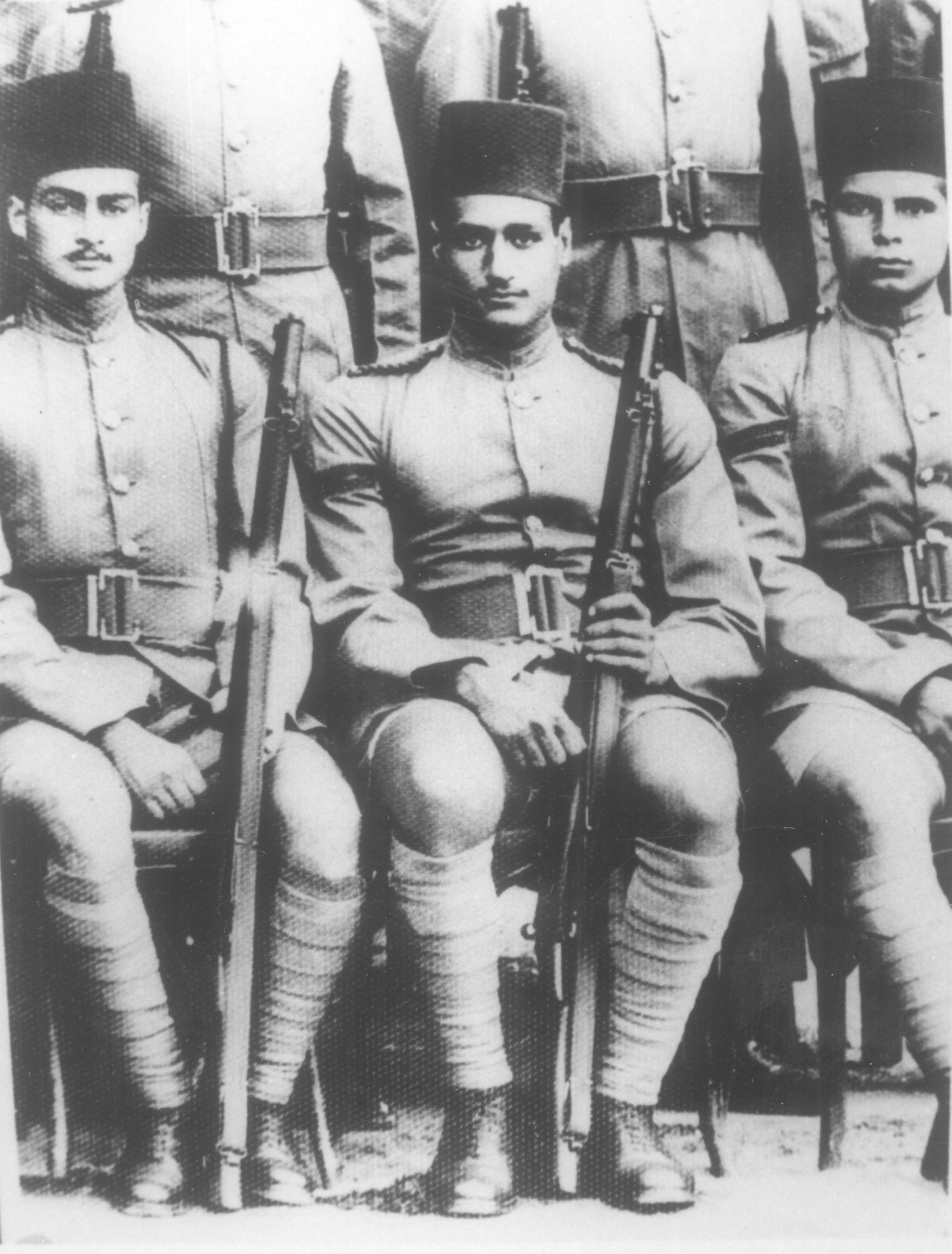
士官学校時代のナセル（中央）。左はアフメド・マザール。

1936年、これまで上流階級しか通れなかった陸軍士官学校に新たに中流層以下の入学枠が設けられ、その第1期生を受ける。しかし、既存の軍人たちの身分意識や縁故主義は依然として根強く、親族に軍人がいない事を面接官より嘲笑され、面接を落とされてしまう。続いて警察学校を受けるも学生運動の参加記録が残っていたため拒否される。仕方なくエジプト大学法学部に入学するが、士官学校に再挑戦すべく1学期終了後退学した。
士官学校に入るためには有力者のコネが必要と考えたナセルは、大学選定委員会の委員長で国防次官イブラヒム・カーリー・パシャ少将との面会を申し出た。当時一学生に過ぎないナセルになぜこのような事が可能だったかについては、ナセル本人が直訴した、もしくはコネを持っていた叔父ないし祖父の仲介があった、などの説がある。コネがない事で不当に取り扱わないでほしいと懇願し、入学の志望動機を愛国の情熱を込めて訴えるナーセルに、カーリー・パシャは助力を確約し、自ら面接官を務めた。ナセルは倍率100倍にも上った入学試験を突破し、3月17日、晴れて士官学校2期生として入学がかなった。同期には、のちの第一副大統領や国防相となるアブドルハキーム・アーメル、第三代大統領となるアンワル・アッ＝サダト（1期生とも）、首相となるザカリア・ムヒエディンなどのちの自由将校団メンバーのほか、のち俳優となるアフメド・マザールがいる。
在学中、それまで落第生であったナセルは水を得た魚のようにたちまち頭角を現し、翌年には代表幹事となる。
本来、士官学校の期間は3年と定められていたが、国内外の情勢を鑑みて士官の速成配置が急務であったことから1938年6月1日、わずか16か月で繰り上げ卒業させられ、歩兵少尉に任官。第3旅団附となりアシュート近郊のマンカバドに赴任した。ここでナセルは、辺境勤務に堕落してアルコールやギャンブルにおぼれろくに訓練も指導も出来ず、その上エジプト人には差別意識をあらわにする英軍将校たちと隣り合わせとなり、イギリスへの憎悪を強めていく。またこの頃、アーメルやサダト、あるいはムヒエディンと初めて会合を開き、国土に蔓延する腐敗と王政の打倒を誓い合った。サダトは後年熱意にあふれ、純粋かつ公平性を持つナセルが次第にグループのリーダー的存在になったと回顧している。1940年4月、中尉に昇進するが、上官との対立や勤務評定の低さから僻地に左遷される可能性を悟ったナセルは、僻地とされていた英・エジプト共同領英埃領スーダンのハルツームでの勤務を自ら申し出、アメルとともに同地の歩兵第1大隊に赴任した。1941年末、エル・アラメインの前線付近のイギリス軍大隊に編入。
ナセルとアーメルが僻地にいる間、通信部隊長としてカイロに留まっていたサダトは、地下組織の育成にいそしんでいた。当時、反英感情の反動からエジプト世論は親独に傾倒しつつあり、カイロやアレクサンドリアなどではロンメルを歓迎するデモが行われたこともあった。1941年3月末、イラクでラシード・アリー・アッ＝ガイラーニーのクーデターが失敗したと知るや、一部の将校の中にはエジプトでもクーデターを起こそうとする機運が高まりつつあった。そんな中、ドイツ軍がカイロに迫る1942年2月、駐エジプト大使マイルズ・ランプソンが宮殿を英軍に包囲させ、ファールーク1世に反英政権の解体を迫るという事件が起こり、エジプトの反英感情は頂点に達した。ナセルも外国の圧力に屈した自軍の不甲斐なさを非常に恥じ、英国を呪った。それから間もなくスーダン勤務に戻るが、エジプト解放の機は熟したと思ったナセルは、将校クラブのあったゲズィーラ島のザマーレクでアンワル・アッ＝サーダートらと共に、ドイツ軍がエジプトに侵攻した時と同時に反英軍事クーデターを起こし、ナハスのワフド党政権に代わってアリ・マヘルを擁立することを計画した。だが、接触していたイギリス軍将校に扮するドイツの諜報員（サラム作戦）が逮捕され自白したことでサーダートが逮捕され、エル・アラメインの戦いでドイツ軍が敗北したため計画は頓挫する。同年9月9日、大尉昇進とともに内地勤務に転じる。1943年5月（2月7日とも）、士官学校教官。

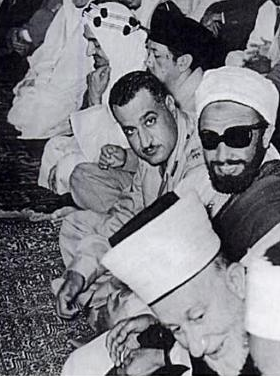
ナセルとアミーン・フサイニー。

1947年9月3日、国連パレスチナ特別委員会がパレスチナ分割提案を提出した直後、密かに秘密組織の会合を開き、パレスチナ支援を決める。その翌日、ゼイトゥーンのアミーン・フサイニーを訪ね、義勇兵らの指導者となる事を願い出たが、フサイニーはエジプト政府の許可が必要だと言った。数日後フサイニーを訪ねるも、政府からの許可が下りなかったと告げられる。しかし組織の一員である砲兵将校のカマル・エル＝ディン・フセインがユダヤ人入植地への砲撃に参加したほか、空軍のアブドゥル・ラティフ・ボグダーディとハッサン・イブラヒムは支援のため戦闘機をダマスカスまで独断で飛ばそうともしている（シリアからの要請信号がなかったため不発に終わる）。
1948年、イスラエルの建国を契機に第一次中東戦争が始まると、少佐であったナセルは第6軍参謀としてアラブ連合軍に従軍する。開戦直後、腹部に銃創を負ってエジプトに一時帰国したが、1か月で回復し戦線に復帰し、ファルージャの戦いで勇名をはせ、叙勲を受ける。しかし、軍上部の杜撰な指揮と劣悪な装備に怒りを募らせ、「真の戦場はここではなく、エジプトにあるのだ」と言ったとされる。結局アラブ連合軍はイスラエルに敗北し、エジプトに帰国。その後、かねてより反英愛国の将校らで組織された政治秘密結社を自由将校団と名乗り、翌1950年には将校団内部の革命実行委員会の長に選出され、実質的指導者となる。組織の存在を公然化してもなお秘密保持を貫き、お互いをコードネームで名乗るなどの措置をとっていた。ナセルは1919年革命の指導者ザグルールを名乗った。自由将校団の勢力拡大を図るナセルは、アジズ・エル・アル＝マスリやフアード・サディクと接触するが、いずれも断られた。最終的に第一次中東戦争で活躍した将軍ムハンマド・ナギーブを自由将校団の首班として迎え、軍部での支持拡大を進めていった。
自由将校団は、これまでのエジプト独立運動で主流だったガンジー式の「消極的抵抗」に代わり「積極行動」を掲げており、当初その方法を国王や側近の暗殺路線に求めていた。1951年10月11日、エジプト政府が1936年英埃条約を破棄し、スエズ運河を完全にイギリスの影響下に置くと、ナセルは大々的な暗殺キャンペーンの実行に乗り出す。1952年1月、ハッサン・イブラヒムとともに国王の側近フセイン・シリ・アメルの暗殺を実行する（翌日失敗と判明）。この時、ナセルは車で実行部隊の搬送を請け負っていたが、去り際に聞いたアメルの家族と思しき悲鳴が帰宅後も耳から離れず、罪悪感に苛まれその日は一睡もできなかった。夜が明けるにつれ、ナセルは先程まであれほど殺したいと思っていたシリ・アメルの事を、次第に助かればよいが、と願うようになったという。以降、ナセルは積極行動の方針を改め、暗殺ではなく革命を求めるようになったが、その決起時期は54年～55年ごろと、漠然としか仮定していなかった。7月半ば、将校クラブの執行部が国王によって解散を命じられ、新任の国防大臣によって将校らの検挙が始まるとの情報がもたらされると、急遽計画の実行を前倒した。
1952年7月23日、自由将校団はクーデターを起こして国王ファールーク1世を追放し、権力を掌握した。翌年には王政を廃止し、共和政に移行した（エジプト革命）。ナセルは副首相兼内務大臣に就任し、ナギーブを議長とする革命指導評議会の中心メンバーとして実権を握った。ジョン・ウォーターバリーは、「ナセルとサダトのエジプト：2つの体制の政治経済」で、1950年代のナセル政権下のエジプトは、「重要なアラブ世界における全体的な重みと、それが1950年代に社会主義の変革に向けて動く第三世界の一握りの州である」と述べている。

### 大統領就任
革命後まもなく、大統領に就任したナギーブと将校団のリーダーであったナセルとの対立が表面化する。1954年2月22日、革命指導評議会はナギーブの首相兼任を解き、ナセルの首相就任を決定した。この一度目の首相就任は、ナギーブを支持する多くの市民たちの抵抗にあって約2週間で終わり、再びナギーブが首相を兼任した。だが、同年4月18日、ナセルは改めて首相に任命された。その後、ナセルはナギーブから実権を奪っていったが、ムスリム同胞団がナセル暗殺未遂事件を起こすと、同年11月14日、ナセルはナギーブ大統領を解任して革命指導評議会議長に就任し、ナギーブ派を追放して権力を掌握した。1956年6月25日、正式に大統領に就任する。
この間、1952年に実施された農地改革を皮切りに、主力産業や銀行を国有化するなど、いわゆるアラブ社会主義政策を推進した。外交では汎アラブ主義政策を取り、イラクなどの中東諸国が結んだバグダード条約機構に反対する一方、アラブ諸国間の団結を唱えて主導権を握った。また非同盟主義を唱えて第1回アジア・アフリカ会議（バンドン会議）に出席して第三世界における指導者の一人となり、この会議に参加した周恩来と意気投合して中華人民共和国をアフリカ諸国では初の国家承認をしたことは当時のアメリカ合衆国国務長官のジョン・フォスター・ダレスの怒りを買ってアメリカとの亀裂を決定的にした。

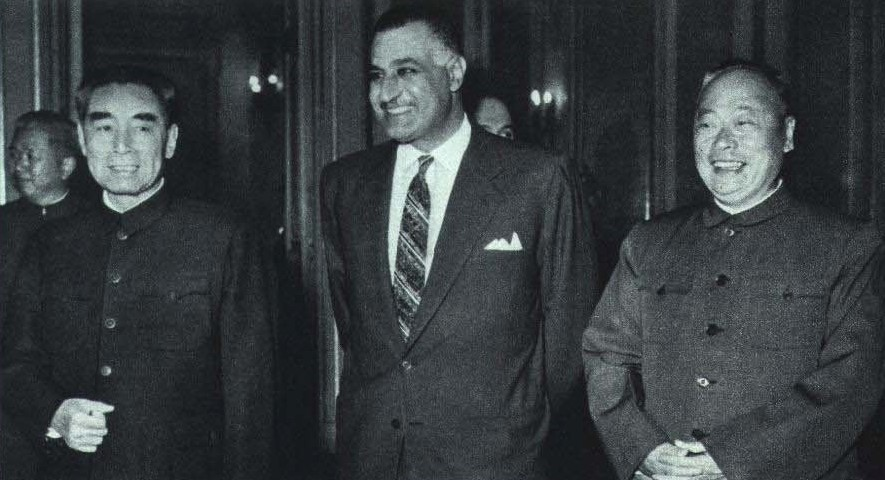
ナセルと中国の周恩来（左）。

1956年1月、パレスチナ・ガザ地区の難民の対処について、イスラエルとの間接的な極秘会談を行う。仲介したのはアメリカのドワイト・D・アイゼンハワー大統領によって指名されたロバート・バーナード・アンダーソンで、イスラエル側でこの話し合いの内容を知っていたのはダヴィド・ベン＝グリオン首相やモシェ・シャレットらごく一部のみだった。ナセルはこの会談で、イスラエルとの和解に積極的だったが、エジプトに難民を住まわせる提案に対しては拒否したという。

### スエズ戦争後

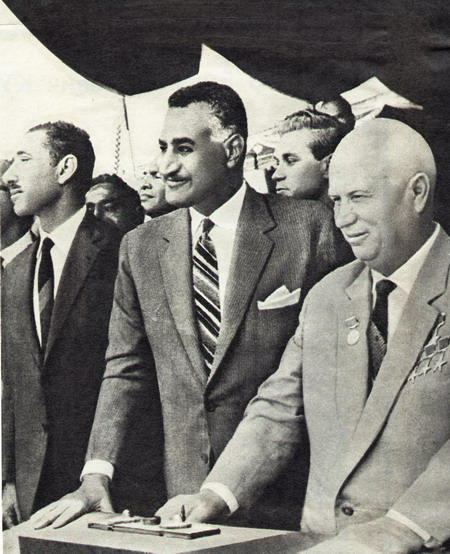
ナセルとソ連首相フルシチョフ。

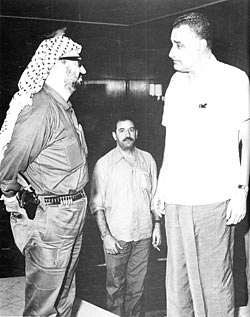
PLO議長アラファトとナセル。

1952年にエジプト政府はアスワン・ハイ・ダムの建設計画を立てた。このダムはイギリスが建設を主導する予定であったが、エジプト革命で建設が中止されていた。ナセルはアスワン・ハイ・ダムの建設を再開し、建設費用獲得のために1956年7月26日、スエズ運河の国有化を宣言した。これにはイギリスやフランスが反発、スエズ戦争（第二次中東戦争）が勃発し、戦闘自体は負け続きだったが当時の情勢と運と味方につけ、巧妙に立ち回った結果、国際世論を味方につけて戦争に勝利することに成功した。ナセルは英仏軍を退け、国有化承認を勝ち取る。
スエズ戦争の勝利によって国際的威信を高めたナセルは、アラブの大同団結を目指す。イェフディット・ロネンが「人格と政治：カダフィ、ナセル、サダト、ムバラク（1969–2000）」について書いた記事によると、ナセルは1952年に権力を握り、アラブ国民の父であり、アラブの指導者と見なされていた。エジプトを西洋帝国主義から解放した。1958年2月、エジプトとシリアを合邦してアラブ連合共和国を建国し、初代大統領に就任した。また同年、ソビエト連邦がアスワン・ハイ・ダムの建設援助を申し出てきたことを契機にナセルはソ連邦英雄、レーニン勲章を受章するほどの親ソ路線に傾斜していく。
ところが1961年、アラブ連合共和国はシリアの脱退によって事実上崩壊した。ナセルは引き続きエジプトの国号を「アラブ連合共和国」としたが、連合が復活することはついになかった。この頃からナーセルの威信に揺らぎが見え始める。笑いの政治：エジプトの政治的ジョークにおけるナセル、サダト、ムバレク」に関する記事を書いたサメルS.シェハタによると、「新しい政権によって、組織化する権利を含む議会の政治と政治的自由が終わりました。政党、言論と報道の自由」特に1967年、エジプトはイスラエルとの第三次中東戦争（六日戦争）で惨敗し、国土の東部を占めるシナイ半島がイスラエルに占領される事態となり、ナセルは責任を取って辞任を宣言するまでに追い込まれた。しかし、国民が辞任を受け入れず、大統領の地位に留まることを求めたためにナセルは失脚を免れた。その後もイスラエルに対して強硬策を続け、「承認しない」・「交渉しない」・「和平しない」・「パレスチナ人の権利回復」の原則を求めつづける（消耗戦争）。
一方で、ナセルは「反イスラエル」の立場から逃亡中のナチス戦犯を多数匿ったとされる。その大半がエジプト軍・治安機関の養成や反ユダヤ主義プロパガンダの作成に当たった。例えば、エジプト情報省で反イスラエル宣伝を担当した元ナチ党の宣伝活動家ヨハン・フォン・レールス（1965年に死去）、エジプト国家治安局で働いたゲシュタポ幹部のレオポルド・グライムがいる。1960年代、イスラエル政府はエジプトがドイツ国防軍の科学技術を手に入れて、弾道ミサイルを開発することを恐れ、元ナチスの科学者のふりをしたスパイを送りこむほどだった。しかしながらナセルがナチスの不倶戴天の敵、ソ連と深い関係にあったため、エジプト政府による元ナチに対する支援は益々下火になっていった。

### 政権末期と死

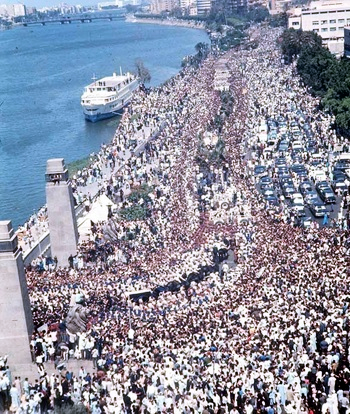
ナセルの葬儀。

1967年の政権危機を乗り越えたナセルは内閣改造を行い、1962年以来の首相兼任によって政権の求心力を高めようとした。第三次中東戦争の敗北によって壊滅状態となった軍の再建を進め、機能不全に陥っていた官僚機構の是正に務めた。
ナセルはソ連、チェコスロバキアといった東側諸国の協力を得て1970年にアスワン・ハイ・ダムの完成を見たが、国内ではスエズ運河の収入が無くなりインフレが進行した。同年、ヨルダン内戦の仲裁や北イエメン内戦への軍事介入を行うなど多忙を極める最中、ナセルはクウェート首長サバーハ3世を空港に送った直後、心臓発作を起こした。ただちに自宅に運ばれ主治医の手当てを受けるも、午後6時ごろに52歳で急死した。
ナセルの死因は、長らく患っていた糖尿病による動脈硬化症と静脈瘤の合併症であった。ナセルは家族ともどもヘビースモーカーで、2人の兄が同様の死因で亡くなっているほか、ナセルも1966年と69年にも心臓発作を起こしていた。
ナセルの死がアラブ諸国にもたらした衝撃は大きく、10月1日に行われたナセルの葬儀では500万の葬列者が詰めかけた。国賓ではファイサルを除くアラブ諸国の元首・首脳全員が参加した。フセイン1世やヤーセル・アラファトも人目をはばからず号泣し、ナセルを敬愛していたムアンマル・アッ＝カダフィも、ショックのあまり2度も失神している。非アラブ圏ではソ連のアレクセイ・コスイギン首相とフランスのジャック・シャバン＝デルマス首相が参加した。ナセルの葬儀の様子は国内外でも大きく取り上げられ、レバノンの首都ベイルートでは支持者が高級車を自ら焼くなどの混乱が起こった。
後任として士官学校以来のナセルの盟友で副大統領のサダトが就任し、ナセル体制にかわる経済の自由化を進めることになる。なお著書『革命の哲学』は、西野照太郎により日本語訳（下記参照）された。

## 評価

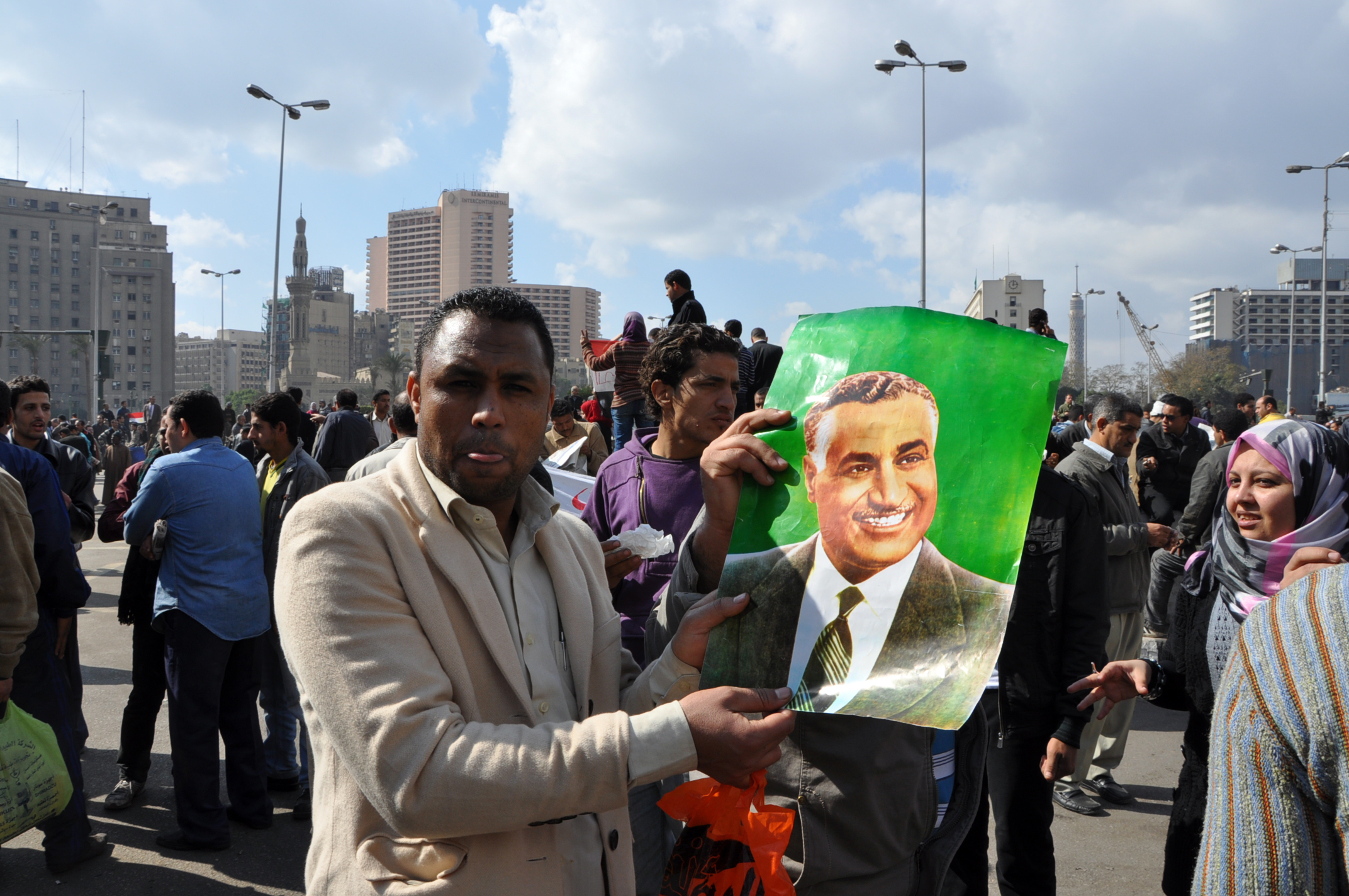
ナセルの肖像画を掲げるデモ参加者（2011年1月30日撮影）。

スエズ戦争当時、ナセルの反帝国主義的姿勢はアラブ諸国から歓迎を以て迎えられ、ナセル主義者と呼ばれる熱狂的な信奉者が現れた。一方、スエズ運河の利権を持っていた欧米では、ナセルに対する個人攻撃がとりわけこの頃激しくなされ、例えばイギリスのエコノミスト誌は国内外での発言の二面性を批判した。またフランスの首相であるギー・モレは「『革命の哲学』は『我が闘争』と改題した方がいい」と発言し、アメリカのタイム誌はそれを批判しつつも『革命の哲学』を「露出症的な自画像」とし、しばし独裁者的イメージを標榜した。また日本では「新しい世代」であるナセルの若さを強調し「太陽族」になぞらえることもあった。
在任中の政治的抑圧や負の遺産への批判も少なくないが、現在のエジプト国民からは憧憬の念を向けられることが多く、2011年のエジプト革命ではデモ参加者がナセルの肖像画を掲げたり、2013年エジプトクーデターにより翌年大統領に就任したアブドルファッターフ・アッ＝シシも自身をナセルになぞらえた。

## 関連施設

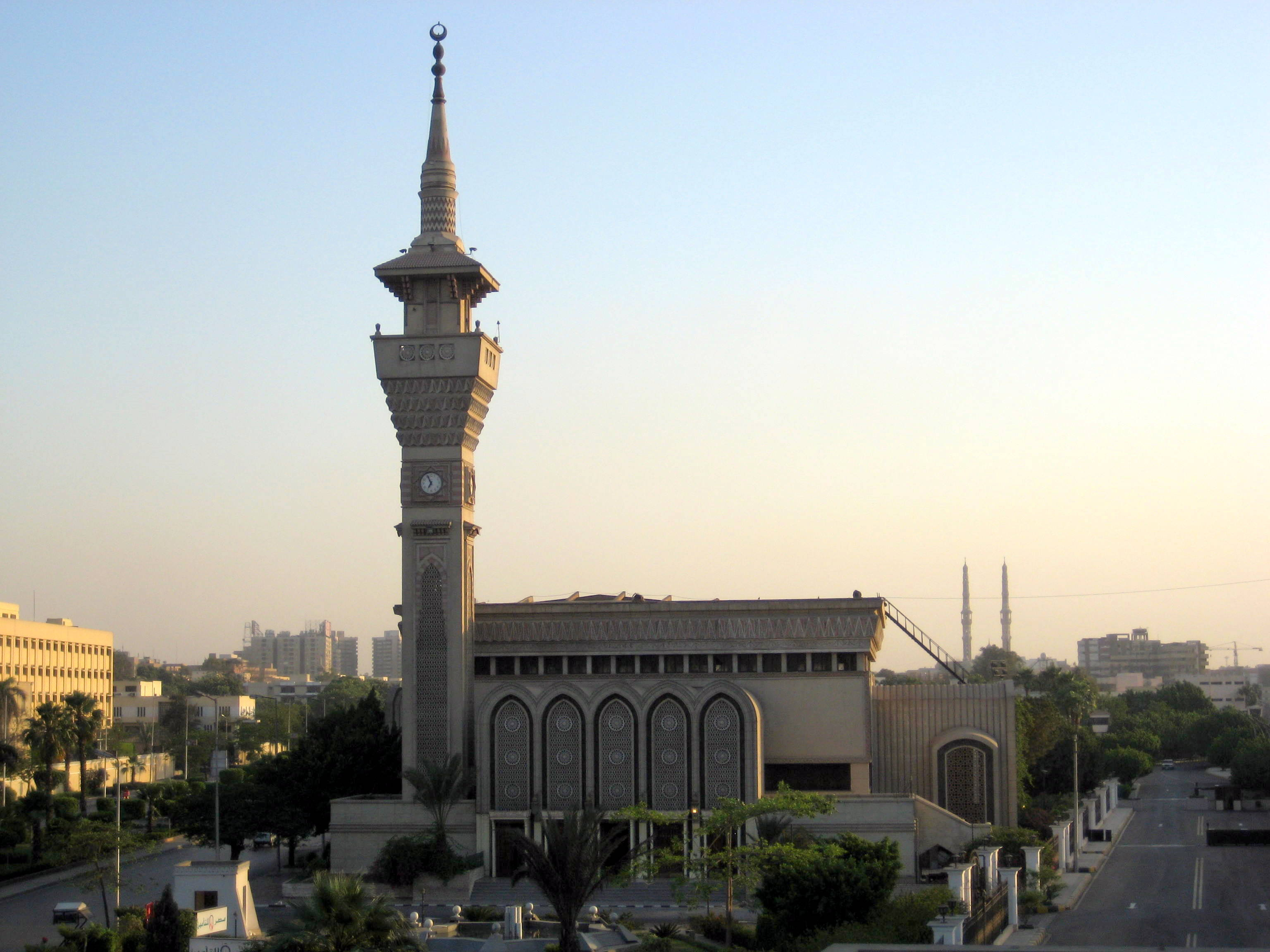
カイロのガマール・アブドゥル＝ナセル・モスク

第三次中東戦争の敗戦などに対する負の評価や、後継者のサダトやムバラクがナセルからの方針転換を図ったこともあり、ナセルの名前を冠する施設は少ない。
挙げられるものとして、ナセルの遺体を安置したカイロのガマール・アブドゥル＝ナセル・モスクのほか、カイロ地下鉄1号線と3号線が交差する駅でナセル駅があり、カイロ市内にナセル軍事アカデミーがある。
ナセルを顕彰する施設としては、カイロ市内のテーマパーク「ファラオ村」（The Pharaonic Village）にナセルのその業績、スエズ運河の模型、遺品など170点を展示したガマール・アブドゥル＝ナセル博物館がサダト博物館、ナギーブ博物館とともにあるが、規模は小さかった。
ただし、シシ政権の成立後はナセルの顕彰が許容される雰囲気が高まっており、2016年6月にはフランスから購入した強襲揚陸艦にガマール・アブドゥル＝ナーセルと名付け、同年8月にはアレクサンドリアの生家が図書館として、同年10月にはカイロ市内の旧邸宅が歴史博物館として開館。
エジプト以外では、リビアのエル・アデムにガマール・アブドゥル＝ナセル空軍基地がある。